# Dawid Kownacki
Dawid Igor Kownacki (født 14. marts 1997 i Gorzów Wielkopolski, Polen), er en polsk fodboldspiller (angriber), der spiller for Sampdoria i Italiens Serie A.

## Klubkarriere
Kownacki startede sin karriere hos Lech Poznań hjemlandet, hvor han spillede de første fire år af sin seniorkarriere, samt en stor del af sine ungdomsår. Han var med til at sikre klubben det polske mesterskab i 2015.
I sommeren 2017 blev Kownacki solgt af Legia til den italienske Serie A-klub UC Sampdoria for en pris på 3 millioner euro.

## Landshold
Kownacki har (pr. juni 2018) spillet to kampe for Polens landshold, som han debuterede for 23. marts 2018 i en venskabskamp mod Nigeria. Han var en del af den polske trup til VM 2018 i Rusland.